# RR Lyrae-ster

De lichtkromme van RR Lyrae.

RR Lyrae sterren zijn pulserende variabele sterren met een regelmatige periode, die gewoonlijk gevonden worden in bolvormige sterrenhopen. Ze worden vaak gebruikt om afstanden binnen de Melkweg te bepalen.
Deze soort variabele ster is genoemd naar de variable RR Lyrae in het sterrenbeeld Lier.

## Eigenschappen

De locatie van RR Lyrae sterren in het Hertzsprung-Russelldiagram.

RR Lyrae sterren zijn sterren die in het Hertzsprung-Russelldiagram op de horizontale tak liggen (tijdens hun evolutie bewegen ze zich van de reuzentak over de horizontale tak naar links en weer terug naar de reuzentak) en
een spectraalklasse A (soms F) hebben, met een massa van ongeveer een halve zonnemassa. Er wordt
gedacht dat ze eerder in hun leven massa verloren hebben en oorspronkelijk ongeveer een massa van 0,8 zonsmassa's hadden. De diameter van RR-Lyrae sterren is ongeveer vijf maal die van de zon. Bij RR-Lyrae sterren verandert tijdens de pulsatie cyclus de effectieve temperatuur tussen 6000 en 7500 °C. De oorzaak van de variabiliteit is het kappa-mechanisme.
Samen met Cepheïden bevinden RR Lyrae-sterren zich in de instabiliteitsstrip in het Hertzsprung-Russelldiagram en er wordt gedacht dat de methode van de pulsaties van de twee soorten sterren op elkaar lijken. Echter de aard en geschiedenis van deze sterren is waarschijnlijk heel anders. In tegenstelling tot Cepheïden zijn RR Lyrae sterren oud, met een relatief kleine massa, en hebben een lage metaliciteit (tussen 0,00001 en 0,01 maal het metaalgehalte van de zon); het zijn "populatie II" sterren. Ze komen veel meer voor dan Cepheïden, maar hebben ook een veel kleinere lichtkracht. De gemiddelde absolute magnitude van een RR Lyrae ster is +0,75, slechts 40 tot 50 keer helderder dan de zon. De periode van RR-Lyrae sterren is korter dan die van Cepheïden, tussen 0,2 en 1,2 dagen, en de amplitude in de lichtkromme is 2 magnitudes of minder.
De periode van RR Lyrae sterren hangt af van hun massa, lichtkracht en temperatuur. De relatie tussen periode en metaalgehalte voor RR Lyrae sterren maakt ze goede standard bronnen voor relatief nabije objecten, in het bijzonder binnen de Melkweg. Ze worden uitgebreid voor studies van bolvormige sterrenhopen en voor studies van de chemische eigenschappen van oudere sterren.
In sommige RR Lyrae sterren wordt een modulatie in de vorm van de lichtkromme waargenomen met een periode tussen 10 en 500 dagen, het Blazhko-effect.

## Voorkomen en verdeling
RR Lyrae sterren werden vroeger "cluster variabelen" genoemd wegens hun associatie met bolvormige sterrenhopen (hoewel ze ook voorkomen buiten bolhopen). Ook zijn 90% van de veranderlijke sterren in bolhopen RR Lyrae sterren. RR Lyrae sterren worden op alle galactische breedtes gevonden, in tegenstelling tot de klassieke Cepheïden, die bijna alleen voorkomen in het vlak van de Melkweg. In de jaren 1980 waren er ongeveer 1900 RR Lyrae sterren bekend. Er wordt geschat dat er ongeveer 85.000 RR Lyrae sterren in de Melkweg zijn.
Omdat RR Lyrae sterren een bekende intrinsieke helderheid hebben is hun afstand betrekkelijk eenvoudig te berekenen. Daarvan is gebruik gemaakt door Lukas Plaut om de ruimtelijke verdeling van de RR Lyrae in de richting van het melkwegcentrum te bepalen. Het ruimtelijk middelpunt van die verdeling is dan ook de plaats van het centrum van de melkweg. Daarmee is de afstand tot het centrum bekend, een gegeven van groot belang om de structuur van de hele melkweg te begrijpen.

## Ontdekking
RR Lyrae sterren zijn ontdekt in 1895 door Solon Irving Bailey op foto's van bolvormige sterrenhopen, gemaakt op het Boyden Station van het Harvard College Observatory in Arequipa, Peru. Vele "cluster variabelen" werden geïdentificeerd in surveys van bolvormige sterrenhopen in de jaren 1890, in het bijzonder door Edward Charles Pickering. De eerste RR Lyrae ster die gevonden werd buiten een bolvormige sterrenhoop was waarschijnlijk U Leporis, ontdekt door Jacobus Kapteyn in 1890. Het prototype van deze variabelen, RR Lyrae is ontdekt voor 1899 door Williamina Fleming. Pickering schreef in 1900 dat deze ster niet onderscheiden kon worden van "cluster variabelen". Tussen 1915 en 1930 werd gevonden dat RR Lyrae sterren verschilden van Cepheïden door hun kortere periode, andere verdeling in de Melkweg, en chemische verschillen (metaal-arme Populatie II sterren).
Het is moeilijk RR Lyrae sterren in andere sterrenstelsels waar te nemen omdat ze zo zwak zijn. Het feit dat Walter Baade deze sterren niet vond in de Andromedanevel leidde ertoe dat hij dacht dat dat stelsel op veel grotere afstand stond dan voorspeld was en tot het voorstel dat er verschillende populaties sterren waren. In de jaren 1980 werden RR Lyrae sterren gevonden in de halo van de Andromedanevel en later in bolvormige sterrenhopen erin.

## Subtypen

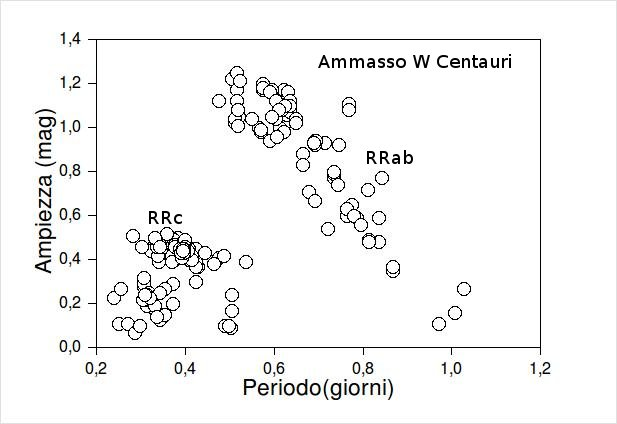
Bailey-diagram van RR Lyrae sterren in Omega Centauri waarin RRab en RRc subtypen onderscheiden kunnen worden

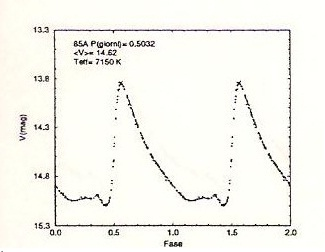
Lichtkromme van een RRab variabele

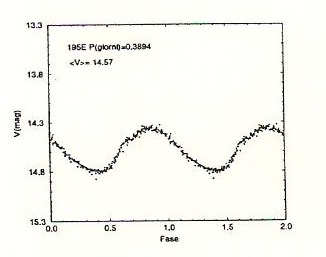
Lichtkromme van een RRc variabele

RR Lyrae sterren worden gewoonlijk verdeeld in drie subtypen, gebaseerd op een classificatie van Solon Irving Bailey volgens de vorm van de lichtkromme:
- RRab, het meestvoorkomende type (91%), met een steile toename in helderheid en een grote amplitude; de sterren pulseren in de grondtoon met een periode tussen 0,3 en 0,9 dagen. Ze worden ook RR0-sterren genoemd.
- RRc, een type met kortere periode en een meer sinusvormige lichtkromme (ongeveer 9%) met een amplitude van minder dan 0,6 magnitudes. Deze sterren pulseren meestal in de eerste harmonische met een periode tussen 0,2 en 0,5 dagen. Ze worden ook RR1-sterren genoemd. Een heel klein deel van de RRc-sterren pulseert in de tweede harmonische en worden RR2-sterren genoemd.
- RRd, een zeldzaam type met twee verschillende periodes ("double-mode") met een vergelijkbare amplitude. Sterren met een pulsatie in de grondtoon (periode P0) en de eerste harmonische (periode P1) worden RR01-sterren genoemd. Het aandeel van de RRd-sterren is ongeveer 1%. De verhouding van P0 tot P1 ligt tussen 0,742 en 0,748, waarbij de precieze waarde van het metaalgehalte afhangt. Bij RR-Lyrae sterren, die in de grondtoon en de tweede harmonische pulseren, is de verhouding van de perioden tussen 0,585 en 0,595.